# Liên hoan phim quốc tế Berlin lần thứ 73
Liên hoan phim quốc tế Berlin thường niên lần thứ 73 (thường được gọi là Berlinale; phát âm tiếng Đức: [bɛʁliˈnaːlə] ⓘ) diễn ra từ ngày 16 đến ngày 26 tháng 2 năm 2023. Đây là liên hoan phim Berlin hoàn toàn trực tiếp lần đầu tiên kể từ liên hoan lần thứ 70 vào năm 2020. Liên hoan đã bổ sung một hạng mục mới cho phim truyền hình xuất sắc nhất năm nay. Ngày 15 tháng 12 năm 2022, nhan đề Panorama (toàn cảnh) và Generation (thế hệ) đầu tiên của liên hoan được công bố, và vào ngày 13 tháng 1 năm 2023, nhiều buổi trình chiếu ra mắt thế giới đã được thêm vào danh sách phim không tranh giải, bao gồm Golda của nhà làm phim người Israel Guy Nattiv—một bộ phim tiểu sử về Golda Meir, nữ thủ tướng đầu tiên của Israel.
Liên hoan phim khai mạc với tác phẩm điện ảnh chính kịch She Came to Me của nhà làm phim kiêm tiểu thuyết gia người Mỹ Rebecca Miller. Một video phát trực tiếp với Tổng thống Ukraina Volodymyr Zelenskyy là một phần của chương trình khai mạc. Ngày 21 tháng 2 năm 2023, nhà làm phim người Mỹ Steven Spielberg được ca sĩ kiêm sáng tác nhạc người Ireland Bono trao tặng Gấu Vàng danh dự cho thành tựu trọn đời. Những bộ phim của Spielberg cũng được trình chiếu ở hạng mục Homage nhân dịp này. Tại lễ trao giải được tổ chức vào ngày 25 tháng 2 do Hadnet Tesfai dẫn chính, Sur l'Adamant (một bộ phim tài liệu về một trung tâm chăm sóc ban ngày ở Paris dành cho những người bị rối loạn tâm thần, do nhà làm phim người Pháp Nicolas Philibert làm đạo diễn) đã giành giải Gấu Vàng. Giải Gấu Bạc của ban giám khảo được trao cho phim Roter Himmel của nhà làm phim người Đức Christian Petzold. Dấu ấn của lễ trao giải là giải Gấu Bạc cho diễn viên chính xuất sắc nhất mà Sofía Otero giành được cho vai Lucía 8 tuổi trong 20.000 especies de abejas; Otero (lúc 9 tuổi) đã trở thành người thắng giải diễn viên chính trẻ tuổi nhất trong lịch sử Berlinale.
Liên hoan phim bế mạc vào ngày 26 tháng 2 với tổng số vé bán ra đạt mức 320.000 vé và khoảng 20.000 chuyên gia uy tín từ 132 quốc gia, tính cả 2.800 đại diện truyền thông tham dự liên hoan.

## Hoàn cảnh
Hạn nộp đăng ký tham gia liên hoan phim bắt đầu vào tháng 9 năm 2022 với ngày kết thúc nộp đơn được ấn định vào ngày 23 tháng 11 năm 2022. Ngày 13 tháng 10 năm 2022, với khẩu hiệu "Let's Get Together", ban tổ chức thể hiện tương tác trực tiếp trong tất cả các chương trình của liên hoan sau hai năm chương trình được tổ chức trực tuyến do COVID-19. Báo chí còn đưa tin rằng giải Berlinale Series sẽ lần đầu được khởi động vào năm 2023.
Áp phích của liên hoan được thiết kế bởi Claudia Schramke, tác giả tạo áp phích Berlinale năm ngoái. Giám đốc điều hành của Berlinale, Mariette Rissenbeek đã mô tả tấm áp phích là hình ảnh quan trọng cho Berlinale 2023, cô cho biết nó hướng sự chú ý về phía khán giả—điều cốt lõi không thể thiếu của liên hoan. Rissenbeek chia sẻ: "Chúng tôi rất hài lòng rằng với áp phích năm nay, chúng tôi có thể tôn vinh những người sở hữu sự tò mò, nhiệt tình và những tràng pháo tay làm cho Berlinale trở thành một sự kiện sôi động, truyền cảm hứng và vui vẻ."

## Lễ khai mạc và bế mạc

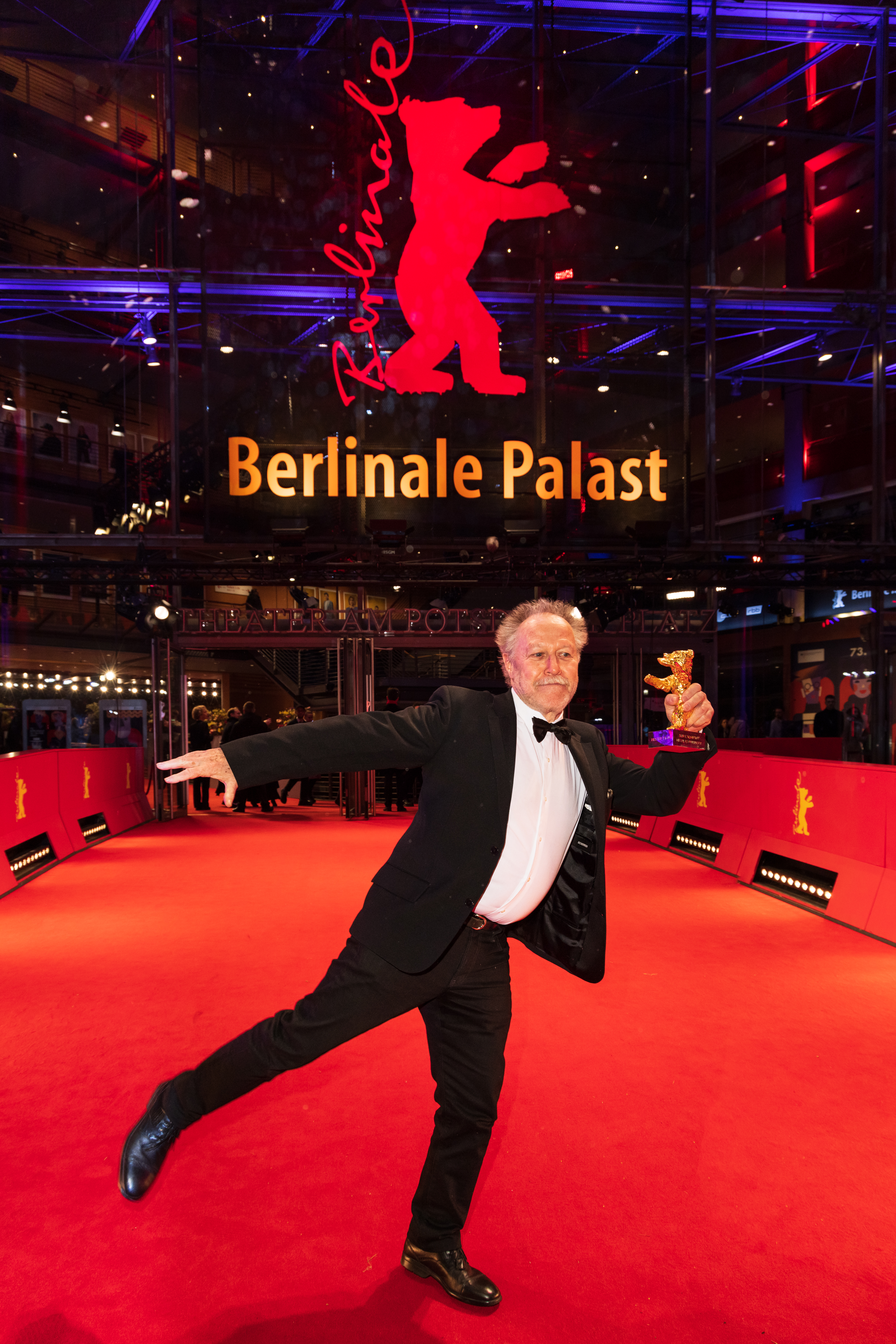
Nicolas Philibert cầm trên tay giải Gấu vàng trên thảm đỏ trước Berlinale Palast

Lễ khai mạc liên hoan phim được tổ chức vào ngày 16 tháng 2 với các thành viên ban giám khảo, những ngôi sao điện ảnh Đức và quốc tế bước trên thảm đỏ. Trong bài phát biểu khai mạc, trưởng ban giám khảo Kristen Stewart đã chỉ ra "sự áp bức lên chính thể chất của chúng ta". Cô ấy chia sẻ rằng mặc dù mình là phụ nữ, song cô đại diện cho "phiên bản phụ nữ ít chịu thiệt thòi nhất". Nhắc đến chủ đề đó, Golshifteh Farahani (nữ diễn viên người Pháp gốc Iran và thuộc ban giám khảo) lưu ý rằng "một số phụ nữ không may mắn như vậy."
Chiến sự của Nga tại Ukraina và Nhân quyền tại Cộng hòa Hồi giáo Iran là những đề tài thảo luận tại buổi lễ. Sau khi Tổng thống Ukraina Volodymyr Zelenskyy xuất hiện qua vệ tinh và được nam diễn viên kiêm nhà làm phim người Mỹ Sean Penn giới thiệu, Zelenskyy nhận xét: "Một câu hỏi logic được đặt ra: Văn hóa và nghệ thuật nên đứng về phía nào?" và nói thêm, "Liệu nghệ thuật có thể nằm ngoài chính trị? Điện ảnh có nên nằm ngoài chính trị? Đó là một câu hỏi muôn thuở nhưng ngày nay nó cực kỳ [đúng thời điểm]." Sau đó, bộ phim khai mạc liên hoan phim, tác phẩm chính kịch She Came to Me của Rebecca Miller được trình chiếu.

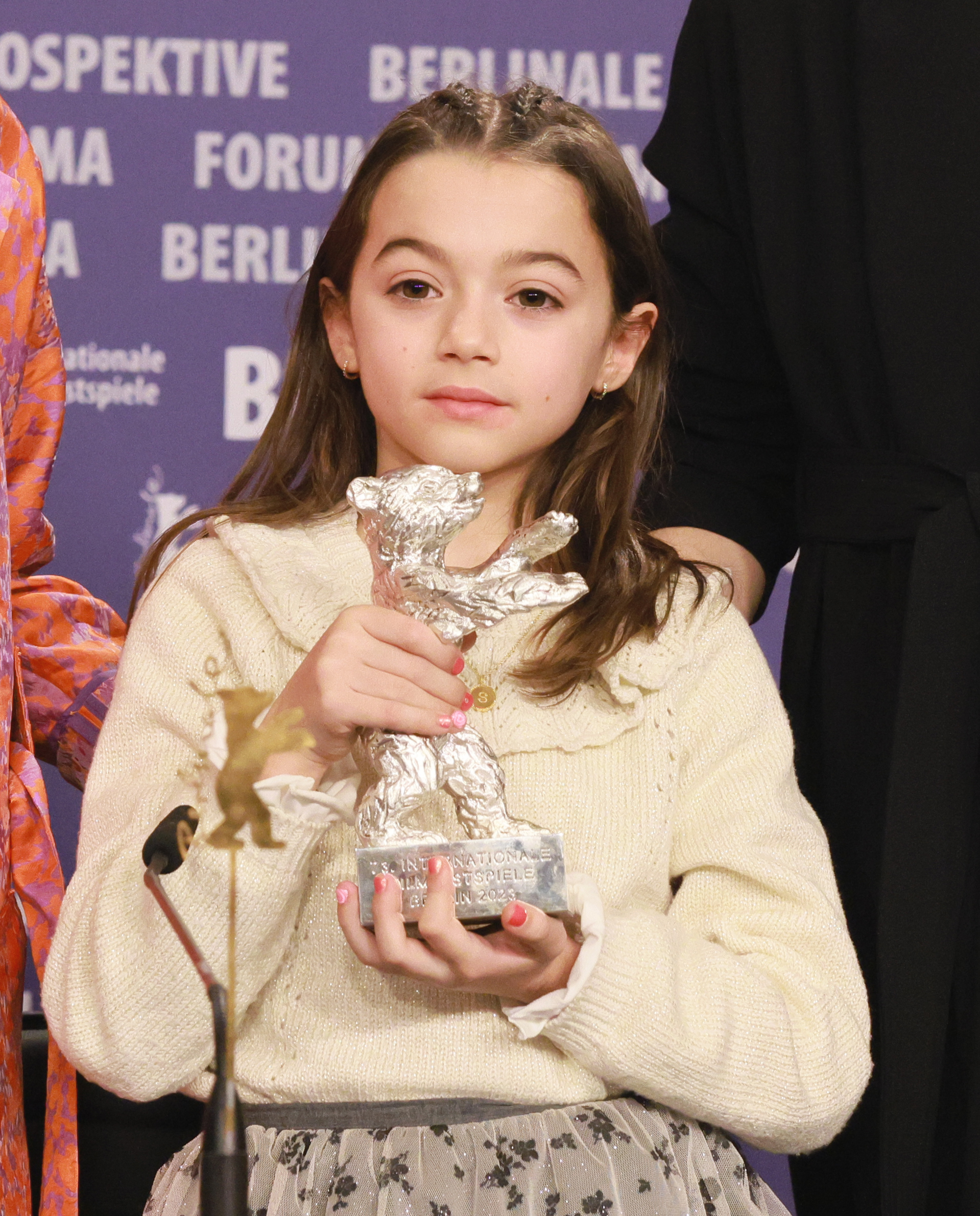
Sofía Otero, chủ nhân giải Gấu Bạc cho diễn viên chính xuất sắc nhất cho phim 20.000 especies de abejas

Lễ bế mạc hay đêm trao giải được tổ chức vào ngày 25 tháng 2, do người dẫn phát thanh và truyền hình Đức Hadnet Tesfai dẫn chính. Phim tài liệu Sur l'Adamant của Pháp (kể về một trung tâm chăm sóc ban ngày ở Paris dành cho những người mắc chứng rối loạn tâm thần) của Nicolas Philibert đã đoạt giải Gấu Vàng. Stewart gọi bộ phim là "được chế tác xuất chúng" và là "bằng chứng điện ảnh về tính thiết yếu sống còn của biểu cảm con người." Trong bài phát biểu nhận giải, Philibert đã hỏi rằng liệu các thành viên ban giám khảo có "điên" hay không và vẫn cảm ơn họ, cho biết "bộ phim tài liệu ấy có thể được xem là điện ảnh theo đúng nghĩa của nó, làm tôi vô cùng xúc động."
Giải Gấu Bạc của Ban giám khảo thuộc về phim Roter Himmel của Christian Petzold. Sofía Otero, diễn viên nhí 9 tuổi đã giành giải Gấu bạc cho diễn viên chính xuất sắc nhất cho vai Lucía 8 tuổi trong 20.000 especies de abejas. Cô bé trở thành người trẻ tuổi nhất giành được giải thưởng chung cho cả nam-nữ trong lịch sử Berlinale. Stewart nhận xét rằng Otero đã thách thức "một hệ thống được thiết kế để làm bớt trí thông minh của diễn viên", đặc biệt là của những diễn viên nhí. Sau buổi lễ, Otero nói với báo chí rằng cô bé muốn dành trọn cuộc đời mình cho sự nghiệp diễn xuất. Buổi lễ khép lại với buổi trình chiếu bộ phim đoạt giải Gấu Vàng Sur l'Adamant.

## Giám khảo
Nguồn:

### Tranh giải

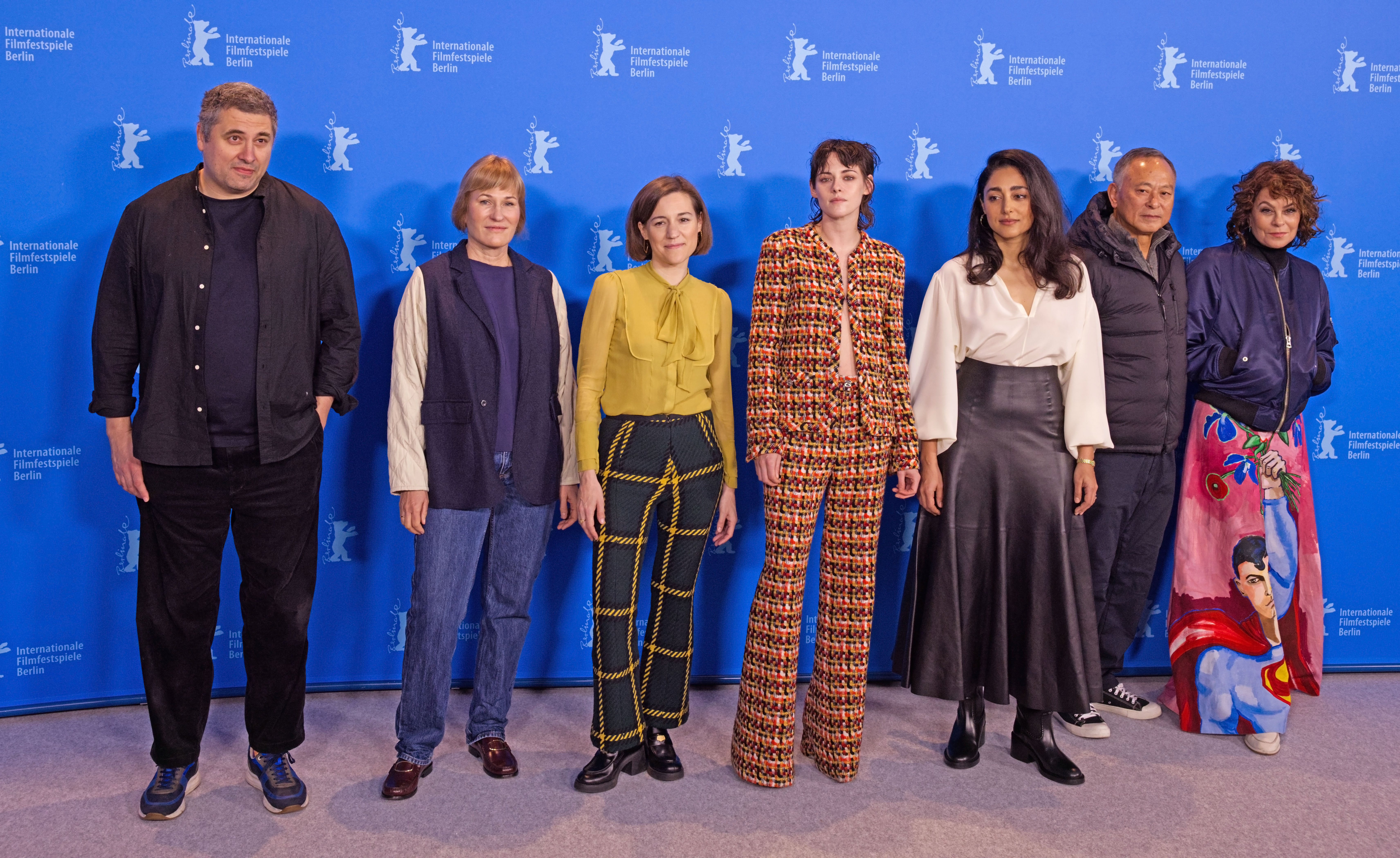
Ban giám khảo quốc tế tại liên hoan phim

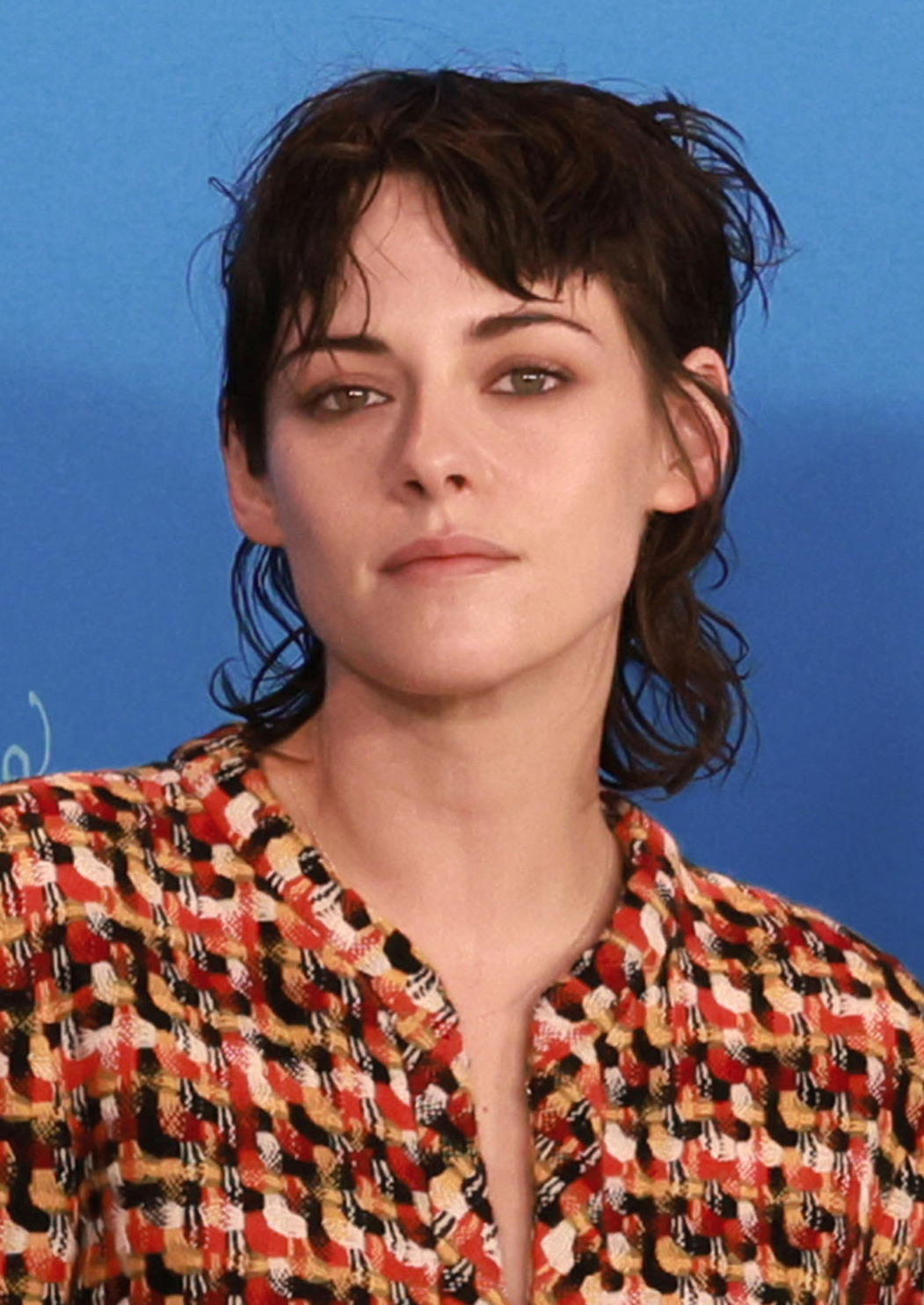
Kristen Stewart, Trưởng ban giám khảo (hạng mục tranh giải)

Sau đây là ban giám khảo cho hạng mục tranh giải của Berlinale:
- Kristen Stewart, nữ diễn viên, đạo diễn và biên kịch người Mỹ - Trưởng ban giám khảo
- Golshifteh Farahani, nữ diễn viên người Pháp gốc Iran
- Valeska Grisebach, đạo diễn và biên kịch người Đức
- Radu Jude, đạo diễn và biên kịch người Romania
- Francine Maisler, giám đốc tuyển vai và nhà sản xuất (Hoa Kỳ)
- Carla Simón, đạo diễn và biên kịch người Tây Ban Nha
- Đỗ Kỳ Phong, đạo diễn và nhà sản xuất người Hồng Kông

### Encounters
Sau đây là những thành viên ban giám khảo cho giải Encounters:
- Angeliki Papoulia, nữ diễn viên và đạo diễn kịch người Hy Lạp
- Dea Kulumbegashvili, nhà biên kịch và đạo diễn phim người Gruzia
- Paolo Moretti [fr], nhà thiết kế liên hoan và học thuật người Ý

### Giám khảo phim ngắn quốc tế
- Cătălin Cristuțiu, biên tập viên người Romania
- Sky Hopinka, nghệ sĩ thị giác và nhà làm phim người Mỹ
- Isabelle Stever [de; es], đạo diễn và biên kịch người Đức

### Giám khảo quốc tế thế hệ Kplus
- Venice Atienza, nhà làm phim tài liệu người Philippines
- Alise Ģelze, nhà sản xuất người Latvia
- Gudrun Sommer, nhà thiết kế liên hoan người Đức

### Giám khảo quốc tế thế hệ 14plus
- Kateryna Gornostai, đạo diễn, biên kịch và nhà dựng phim người Ukraina
- Fion Mutert, nhà quay phim và nhà giáo truyền thông người Đức
- Juanita Onzaga, nhà làm phim và nghệ sĩ người Colombia

### Giám khảo giải phim điện ảnh đầu tay hay nhất của GWFF
- Judith Revault d'Allonnes, nhà thiết kế liên hoan người Pháp
- Ayten Amin, đạo diễn người Ai Cập
- Cyril Schäublin [de; fr], đạo diễn phim người Thụy Sĩ

### Giám khảo giải phim tài liệu
- Emilie Bujès, giám đốc nghệ thuật Visions du Réel người Thụy Sĩ
- Diana Bustamante, nhà sản xuất, đạo diễn và nhà thiết kế chương trình người Colombia
- Mark Cousins, đạo diễn và nhà văn người Bắc Ireland

### Giám khảo giải Berlinale Series
Giám khảo cho giải Berlinale Series gồm:
- André Holland, nam diễn viên người Mỹ
- Danna Stern, giám đốc điều hành quốc tế người Israel, sáng lập công ty Shtisel and Your Honor, Yes Studios
- Mette Heeno, nhà biên kịch, người dẫn chương trình và giám đốc sản xuất người Đan Mạch

### Giám khảo hạng mục Perspektive Deutsches Kino
- Dela Dabulamanzi, nam diễn viên người Đức
- Anne Fabini, nhà dựng phim người Đức
- Jöns Jönsson [de], đạo diễn người Thụy Điển

### Giám khảo giải Heiner Carow
- Freya Arde, nhà soạn nhạc, nghệ sĩ guitar và nhà sản xuất âm nhạc người Đức
- Peter Kahane [de], đạo diễn người Đức
- Mirko Wiermann, nhà lưu trữ phim người Đức.

## Tranh giải

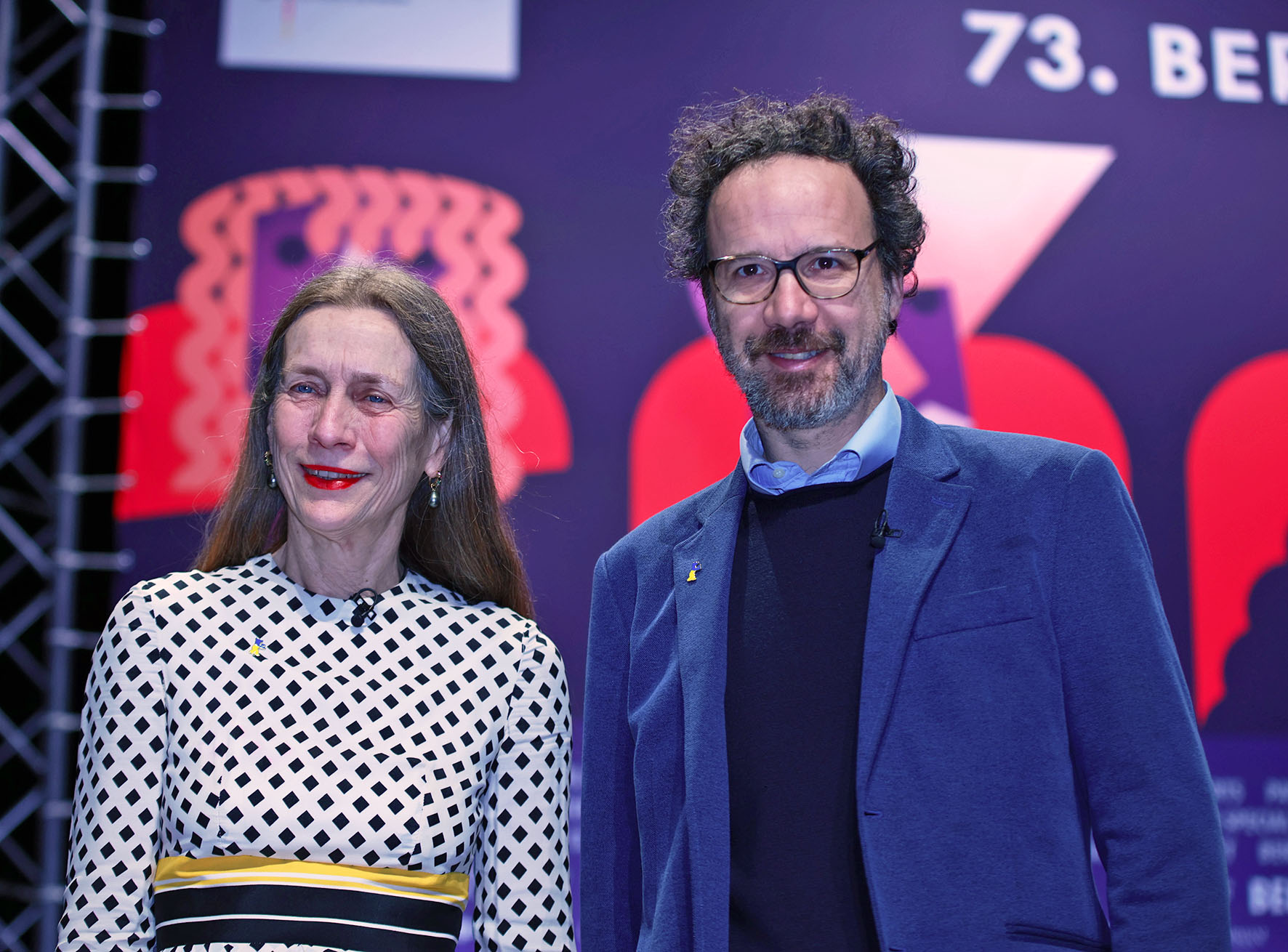
Giám đốc điều hành Mariëtte Rissenbeek và Giám đốc nghệ thuật Carlo Chatrian

Sau đây là 19 phim được lựa chọn tranh giải chính cho giải Gấu Vàng và Gấu Bạc:
Tựa phim in nổi chỉ người/tác phẩm thắng giải.
| Tựa tiếng Anh                               | Tựa gốc                                  | Đạo diễn                     | Quốc gia sản xuất            |
| ------------------------------------------- | ---------------------------------------- | ---------------------------- | ---------------------------- |
| 20,000 Species of Bees                      | 20.000 especies de abejas                | Estibaliz Urresola Solaguren | Tây Ban Nha                  |
| The Shadowless Tower                        | 白塔之光                                 | Trương Luật                  | Trung Quốc                   |
| Till the End of the Night                   | Bis ans Ende der Nacht                   | Christoph Hochhäusler        | Đức                          |
| BlackBerry                                  | BlackBerry                               | Matt Johnson                 | Canada                       |
| Disco Boy                                   | Disco Boy                                | Giacomo Abbruzzese           | Ý                            |
| The Plough                                  | Le grand chariot                         | Philippe Garrel              | Pháp, Thụy Sĩ                |
| Ingeborg Bachmann – Journey into the Desert | Ingeborg Bachmann – Reise in die Wüste   | Margarethe von Trotta        | Áo, Đức, Luxembourg, Thụy Sĩ |
| Someday We'll Tell Each Other Everything    | Irgendwann werden wir uns alles erzählen | Emily Atef                   | Đức                          |
| Limbo                                       | Limbo                                    | Ivan Sen                     | Úc                           |
| Bad Living                                  | Mal Viver                                | João Canijo                  | Bồ Đào Nha, Pháp             |
| Manodrome                                   | Manodrome                                | John Trengove                | Hoa Kỳ, Liên hiệp Anh        |
| Music                                       | Music                                    | Angela Schanelec             | Đức, Pháp, Serbia            |
| Past Lives                                  | Past Lives                               | Celine Song                  | Hoa Kỳ                       |
| Afire                                       | Roter Himmel                             | Christian Petzold            | Đức                          |
| The Survival of Kindness                    | The Survival of Kindness                 | Rolf de Heer                 | Úc                           |
| Tótem                                       | Tótem                                    | Lila Avilés                  | Đan Mạch, Mexico, Pháp       |
| Hoạt hình                                   |                                          |                              |                              |
| Art College 1994                            | Art College 1994                         | Lưu Kiện                     | Trung Quốc                   |
| Suzume                                      | Suzume                                   | Shinkai Makoto               | Nhật Bản                     |
| Dạng tài liệu                               |                                          |                              |                              |
| On the Adamant                              | Sur l’Adamant                            | Nicolas Philibert            | Pháp, Nhật Bản               |

## Encounters
Dưới đây là 16 phim được chọn tranh giải hạng mục Encounters:
Tựa phim in nổi chỉ người/tác phẩm thắng giải.
| Tựa tiếng Anh                   | Tựa gốc                          | Đạo diễn                        | Quốc gia sản xuất                     |
| ------------------------------- | -------------------------------- | ------------------------------- | ------------------------------------- |
| The Klezmer Project             | Adentro mío estoy bailando       | Leandro Koch, Paloma Schahmann  | Áo, Argentina                         |
| The Adults                      | The Adults                       | Dustin Guy Defa                 | Hoa Kỳ                                |
| Here                            | Here                             | Bas Devos                       | Bỉ                                    |
| In the Blind Spot               | Im toten Winkel                  | Ayşe Polat                      | Đức                                   |
| The Cage is Looking for a Bird  | Kletka ishet ptitsu              | Malika Musaeva                  | Liên bang Nga, Pháp                   |
| in water                        | 물 안에서                        | Hong Sang-soo                   | Hàn Quốc                              |
| Family Time                     | Mummola                          | Tia Kouvo                       | Phần Lan, Thụy Điển                   |
| Samsara                         | Samsara                          | Lois Patiño                     | Tây Ban Nha                           |
| Living Bad                      | Viver Mal                        | João Canijo                     | Bồ Đào Nha, Pháp                      |
| Absence                         | 雪云                             | Wu Lang                         | Trung Quốc                            |
| Dạng tài liệu                   |                                  |                                 |                                       |
| The Echo                        | El eco                           | Tatiana Huezo                   | Đức, Mexico                           |
| My Worst Enemy                  | Mon pire ennemi                  | Mehran Tamadon                  | Pháp, Thụy Sĩ                         |
| The Walls of Bergamo            | Le mura di Bergamo               | Stefano Savona                  | Ý                                     |
| Orlando, My Political Biography | Orlando, ma biographie politique | Paul B. Preciado                | Pháp                                  |
| Eastern Front                   | Shidniy front                    | Vitaly Mansky, Yevhen Titarenko | Cộng hòa Séc, Hoa Kỳ, Latvia, Ukraina |
| Hoạt hình                       |                                  |                                 |                                       |
| White Plastic Sky               | Müanyag égbolt                   | Tibor Bánóczki, Sarolta Szabó   | Hungary, Slovakia                     |

## Berlinale Special
Nguồn:
| Tựa tiếng Anh                                        | Tựa gốc                                              | Đạo diễn | Quốc gia sản xuất                             |
| Berlinale Special Gala                               | Berlinale Special Gala                               | Berlinale Special Gala | Berlinale Special Gala                        |
| ---------------------------------------------------- | ---------------------------------------------------- | --- | --------------------------------------------- |
| Golda                                                | Golda                                                | Guy Nattiv | Hoa Kỳ, Liên hiệp Anh                         |
| Last Night of Amore                                  | L'ultima notte di Amore                              | Andrea Di Stefano | Ý                                             |
| Seneca – On the Creation of Earthquakes              | Seneca – On the Creation of Earthquakes              | Robert Schwentke | Đức, Morocco                                  |
| She Came to Me                                       | She Came to Me                                       | Rebecca Miller | Hoa Kỳ                                        |
| Sun and Concrete                                     | Sonne und Beton                                      | David Wnendt | Đức                                           |
| Tár                                                  | Tár                                                  | Todd Field | Đức, Hoa Kỳ                                   |
| Dạng tài liệu                                        |                                                      | |                                               |
| Kiss the Future                                      | Kiss the Future                                      | Nenad Cicin-Sain | Hoa Kỳ                                        |
| Superpower                                           | Superpower                                           | Sean Penn, Aaron Kaufman | Hoa Kỳ                                        |
| Untitled Boris Becker Documentary                    | Untitled Boris Becker Documentary                    | Alex Gibney | Liên hiệp Anh, Hoa Kỳ                         |
| Berlinale Special                                    |                                                      | |                                               |
| Dạng tài liệu                                        |                                                      | |                                               |
| Massimo Troisi: Somebody Down There Likes Me         | Laggiù qualcuno mi ama                               | Mario Martone | Ý                                             |
| Love to Love You, Donna Summer                       | Love to Love You, Donna Summer                       | Roger Ross Williams, Brooklyn Sudano | Hoa Kỳ                                        |
| Phim điện ảnh                                        |                                                      | |                                               |
| Measures of Men                                      | Der vermessene Mensch                                | Lars Kraume | Đức                                           |
| Infinity Pool                                        | Infinity Pool                                        | Brandon Cronenberg | Canada                                        |
| Kill Boksoon                                         | 길복순                                               | Byun Sung-hyun | Hàn Quốc                                      |
| The Innocents                                        | Les Innocentes                                       | Anne Fontaine | Ba Lan, Pháp                                  |
| Loriot’s Great Cartoon Revue                         | Loriot’s Great Cartoon Revue                         | Peter Geyer, Loriot | Đức                                           |
| #Manhole                                             | ＃マンホール                                         | Kumakiri Kazuyoshi | Nhật Bản                                      |
| Mad Fate                                             | 命案                                                 | Trịnh Bảo Thụy | Hồng Kông, Trung Quốc                         |
| Talk to Me                                           | Talk to Me                                           | Danny Philippou, Michael Philippou | Úc                                            |
| Hoạt hình                                            |                                                      | |                                               |
| 100 Years of Disney Animation – a Shorts Celebration | 100 Years of Disney Animation – a Shorts Celebration | Walt Disney, Dave Hand, Ben Sharpsteen, Lauren Jackson, Wilfred Jackson, Jack Hannah, Jon Kahrs, Brian Menz, Jacob Frey, Hillary Bradfield | Hoa Kỳ                                        |
| Berlinale Series                                     |                                                      | |                                               |
| Agent                                                | Agent                                                | Nikolaj Lie Kaas | Đan Mạch                                      |
| The Architect                                        | Arkitekten                                           | Kerren Lumer-Klabbers | Na Uy                                         |
| Bad Behaviour                                        | Bad Behaviour                                        | Corrie Chen | Úc                                            |
| The Good Mothers                                     | Le buone madri                                       | Elisa Amoruso, Julian Jarrold | Ý                                             |
| Roar                                                 | Dahaad                                               | Reema Kagti, Ruchika Oberoi | Ấn Độ                                         |
| Spy/Master                                           | Spy/Master                                           | Christopher Smith | Đức, Romania                                  |
| The Swarm (không tranh giải)                         | Der Schwarm                                          | Barbara Eder, Philipp Stölzl, Luke Watson                                                                                                  | Áo, Đức, Nhật Bản Pháp, Thụy Điển, Thụy Sĩ, Ý |
| Why Try to Change Me Now                             | 平原上的摩西                                         | Zhang Dalei | Trung Quốc                                    |
| Berlinale Shorts                                     |                                                      | |                                               |
| 8                                                    | 8                                                    | Anaïs-Tohé Commaret | Pháp                                          |
| Back                                                 | Back                                                 | Yazan Rabee | Hà Lan                                        |
| Eeva                                                 | Eeva                                                 | Morten Tšinakov, Lucija Mrzljak | Estonia, Croatia                              |
| From Fish to Moon                                    | From Fish to Moon                                    | Kevin Contento | Hoa Kỳ                                        |
| Happy Doom                                           | Happy Doom                                           | Billy Roisz | Áo                                            |
| Daydreaming So Vividly About Our Spanish Holidays    | La herida luminosa                                   | Christian Avilés | Tây Ban Nha                                   |
| Les chenilles                                        | Les chenilles                                        | Michelle Keserwany, Noel Keserwany | Pháp                                          |
| It’s a Date                                          | It’s a Date                                          | Nadia Parfan | Ukraina                                       |
| Jill, Uncredited                                     | Jill, Uncredited                                     | Anthony Ing | Liên hiệp Anh                                 |
| A Kind of Testament                                  | A Kind of Testament                                  | Stephen Vuillemin | Pháp                                          |
| Dipped in Black                                      | Marungka tjalatjunu                                  | Matthew Thorne, Derik Lynch | Úc                                            |
| The Beads                                            | As miçangas                                          | Rafaela Camelo, Emanuel Lavor | Brazil                                        |
| A Woman in Makueni                                   | Mwanamke Makueni                                     | Daria Belova, Valeri Aluskina | Đức                                           |
| Sleepless Nights                                     | Nuits blanches                                       | Donatienne Berthereau | Pháp                                          |
| Bear                                                 | Ours                                                 | Morgane Frund | Thụy Sĩ                                       |
| Daughter and Son                                     | 亲密                                                 | Cheng Yu | Trung Quốc                                    |
| Terra Mater – Mother Land                            | Terra Mater – Mother Land                            | Kantarama Gahigiri | Rwanda, Thụy Sĩ                               |
| The Veiled City                                      | The Veiled City                                      | Natalie Cubides-Brady | Liên hiệp Anh                                 |
| The Waiting                                          | Das Warten                                           | Volker Schlecht | Đức                                           |
| All Tomorrow’s Parties                               | 我的朋友                                             | Zhang Dalei | Trung Quốc                                    |

## Panorama
Sau đây là các phim được chọn tranh giải hạng mục Panorama:
Tựa phim in nổi chỉ người/tác phẩm thắng giải.
| Tựa tiếng Anh                                            | Tựa gốc                                                  | Đạo diễn                                    | Quốc gia sản xuất                  |
| -------------------------------------------------------- | -------------------------------------------------------- | ------------------------------------------- | ---------------------------------- |
| After                                                    | After                                                    | Anthony Lapia                               | Pháp                               |
| All the Colours of the World Are Between Black and White | All the Colours of the World Are Between Black and White | Babatunde Apalowo                           | Nigeria                            |
| The Burdened                                             | Al Murhaqoon                                             | Amr Gamal                                   | Ả Rập Saudi, Sudan, Yemen          |
| The Beast in the Jungle                                  | La Bête dans la jungle                                   | Patric Chiha                                | Áo, Bỉ, Pháp                       |
| The Castle                                               | El castillo                                              | Martín Benchimol                            | Argentina                          |
| Drifter                                                  | Drifter                                                  | Hannes Hirsch                               | Đức                                |
| Femme                                                    | Femme                                                    | Sam H. Freeman, Ng Choon Ping               | Liên hiệp Anh                      |
| Ambush                                                   | Ghaath                                                   | Chhatrapal Ninawe                           | Ấn Độ                              |
| Green Night                                              | 绿夜                                                     | Han Shuai                                   | Hồng Kông, Trung Quốc              |
| Hello Dankness                                           | Hello Dankness                                           | Soda Jerk                                   | Úc                                 |
| Heroic                                                   | Heroico                                                  | David Zonana                                | Mexico, Thụy Điển                  |
| Inside                                                   | Inside                                                   | Vasilis Katsoupis                           | Bỉ, Đức, Hy Lạp                    |
| The Teachers' Lounge                                     | Das Lehrerzimmer                                         | İlker Çatak                                 | Đức                                |
| Matria                                                   | Matria                                                   | Álvaro Gago                                 | Tây Ban Nha                        |
| Opponent                                                 | Motståndaren                                             | Milad Alami                                 | Thụy Điển                          |
| Passages                                                 | Passages                                                 | Ira Sachs                                   | Pháp                               |
| Perpetrator                                              | Perpetrator                                              | Jennifer Reeder                             | Hoa Kỳ, Pháp                       |
| Property                                                 | Propriedade                                              | Daniel Bandeira                             | Brazil                             |
| Reality                                                  | Reality                                                  | Tina Satter                                 | Hoa Kỳ                             |
| Midwives                                                 | Sages-femmes                                             | Léa Fehner                                  | Pháp                               |
| Silver Haze                                              | Silver Haze                                              | Sacha Polak                                 | Hà Lan, Liên hiệp Anh              |
| Sira                                                     | Sira                                                     | Apolline Traoré                             | Burkina Faso, Đức, Pháp, Senegal   |
| Sisi & I                                                 | Sisi & Ich                                               | Frauke Finsterwalder                        | Áo / Đức / Thụy Sĩ                 |
| The Quiet Migration                                      | Stille Liv                                               | Malene Choi                                 | Đan Mạch                           |
| Do You Love Me?                                          | Ty mene lubysh?                                          | Tonia Noyabrova                             | Ukraina, Thụy Điển                 |
| Hoạt hình                                                |                                                          |                                             |                                    |
| The Siren (opening film)                                 | La Sirène                                                | Sepideh Farsi                               | Bỉ, Đức, Luxembourg, Pháp          |
| Dạng tài liệu                                            |                                                          |                                             |                                    |
| And, Towards Happy Alleys                                | And, Towards Happy Alleys                                | Sreemoyee Singh                             | Ấn Độ                              |
| The Cemetery of Cinema                                   | Au cimetière de la pellicule                             | Thierno Souleymane Diallo                   | Ả Rập Saudi, Guinea, Pháp, Senegal |
| The Eternal Memory                                       | The Eternal Memory                                       | Maite Alberdi                               | Chile                              |
| Iron Butterflies                                         | Iron Butterflies                                         | Roman Liubyi                                | Đức, Ukraina                       |
| Joan Baez I Am A Noise                                   | Joan Baez I Am A Noise                                   | Karen O’Connor, Miri Navasky, Maeve O’Boyle | Hoa Kỳ                             |
| Kokomo City                                              | Kokomo City                                              | D. Smith                                    | Hoa Kỳ                             |
| Stams                                                    | Stams                                                    | Bernhard Braunstein                         | Áo                                 |
| Transfariana                                             | Transfariana                                             | Joris Lachaise                              | Colombia, Pháp                     |
| Under the Sky of Damascus                                | Under the Sky of Damascus                                | Heba Khaled, Talal Derki, Ali Wajeeh        | Đan Mạch, Đức, Hoa Kỳ, Syria       |

## Perspektive Deutsches Kino

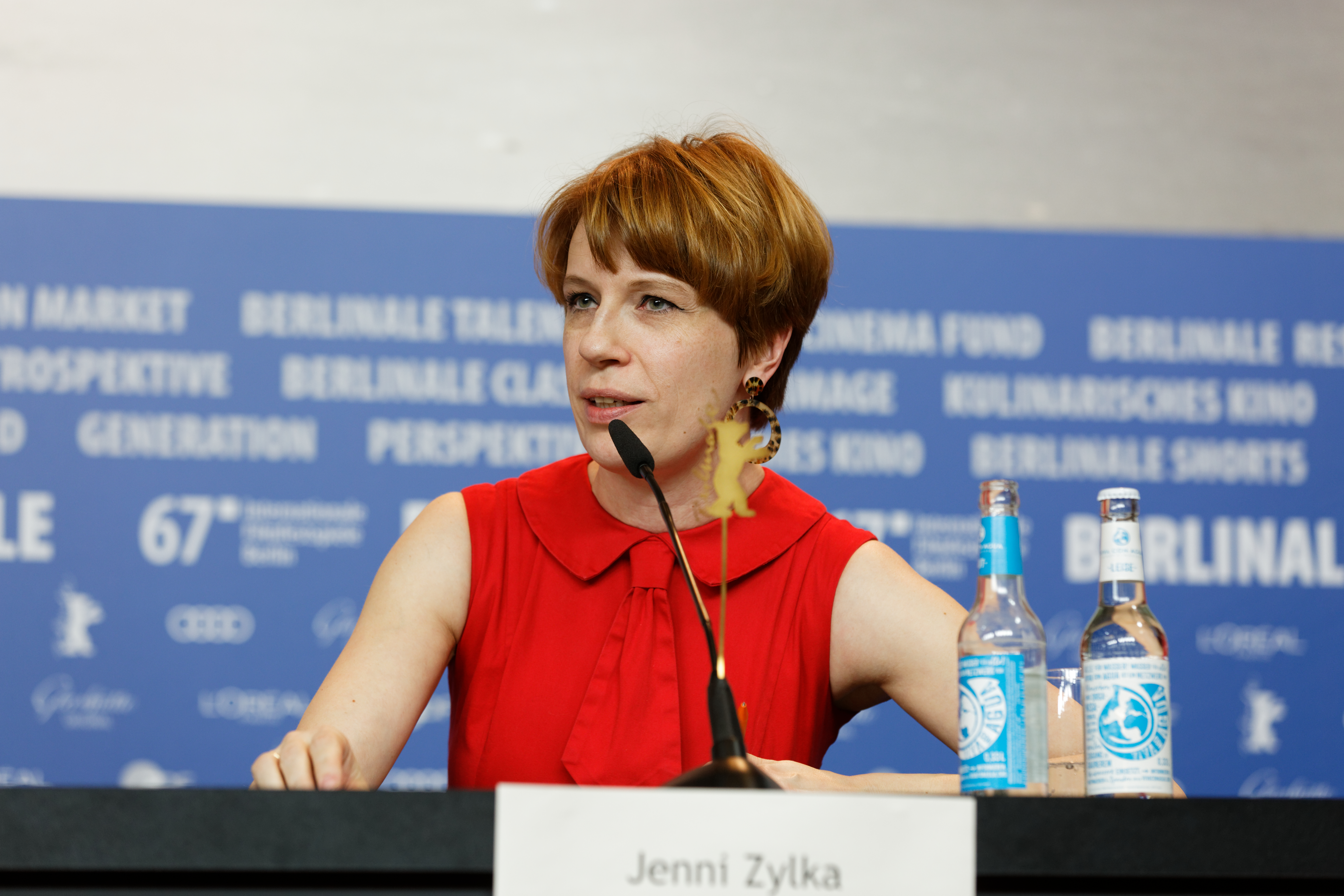
Jenny Zylka, giám đốc Perspektive Deutsches Kino

Những bộ phim sau được chọn cho hạng mục Perspektive Deutsches Kino (n.đ. 'Góc nhìn điện ảnh Đức'):
| Tựa tiếng Anh                              | Tựa gốc                                         | Đạo diễn                                          | Quốc gia sản xuất |
| ------------------------------------------ | ----------------------------------------------- | ------------------------------------------------- | ----------------- |
| Ararat                                     | Ararat                                          | Engin Kundag                                      | Đức               |
| Ash Wednesday                              | Ash Wednesday                                   | Bárbara Santos, João Pedro Prado                  | Đức               |
| Dora or the Sexual Neuroses of Our Parents | Dora oder die sexuellen Neurosen unserer Eltern | Stina Werenfels                                   | Đức               |
| A Hologram for the King                    | A Hologram for the King                         | Tom Tykwer                                        | Đức, Hoa Kỳ       |
| Elaha                                      | Elaha                                           | Milena Aboyan                                     | Đức               |
| On Mothers and Daughters                   | Geranien                                        | Tanja Egen                                        | Đức               |
| Jacob the Liar                             | Jakob der Lügner                                | Frank Beyer                                       | Đức               |
| Bones and Names                            | Knochen und Namen                               | Fabian Stumm                                      | Đức               |
| Long Long Kiss                             | Langer Langer Kuss                              | Lukas Röder                                       | Đức               |
| Requiem                                    | Requiem                                         | Hans-Christian Schmid                             | Đức               |
| The Kidnapping of the Bride                | El secuestro de la novia                        | Sophia Mocorrea                                   | Đức               |
| Tehran Taboo                               | Teheran Tabu                                    | Ali Soozandeh                                     | Áo, Đức           |
| Dạng tài liệu                              |                                                 |                                                   |                   |
| Kash Kash                                  | Kash Kash                                       | Lea Najjar                                        | Đức               |
| Nuclear Nomads                             | Nomades du nucléaire                            | Kilian Armando Friedrich, Tizian Stromp Zargari   | Đức               |
| Seven Winters in Tehran                    | Sieben Winter in Teheran                        | Steffi Niederzoll                                 | Đức               |
| Lonely Oaks                                | Vergiss Meyn Nicht                              | Fabiana Fragale, Kilian Kuhlendahl, Jens Mühlhoff | Đức               |

## Forum
Sau đây là các bộ phim tham gia hạng mục Forum:
| Tựa gốc tiếng Anh                                              | Tựa gốc                                                     | Đạo diễn                             | Quốc gia sản xuất             |
| -------------------------------------------------------------- | ----------------------------------------------------------- | ------------------------------------ | ----------------------------- |
| Allensworth                                                    | Allensworth                                                 | James Benning                        | Hoa Kỳ                        |
| Anqa                                                           | Anqa                                                        | Helin Çelik                          | Áo, Tây Ban Nha               |
| About Thirty                                                   | Arturo a los treinta                                        | Martin Shanly                        | Argentina                     |
| Being in a Place – A Portrait of Margaret Tait                 | Being in a Place – A Portrait of Margaret Tait              | Luke Fowler                          | Liên hiệp Anh                 |
| The Bride                                                      | The Bride                                                   | Myriam U. Birara                     | Rwanda                        |
| Cidade Rabat                                                   | Cidade Rabat                                                | Susana Nobre                         | Bồ Đào Nha, Pháp              |
| Concrete Valley                                                | Concrete Valley                                             | Antoine Bourges                      | Canada                        |
| Dearest Fiona                                                  | Dearest Fiona                                               | Fiona Tan                            | Hà Lan                        |
| De Facto                                                       | De Facto                                                    | Selma Doborac                        | Áo, Đức                       |
| The Intrusion                                                  | O estranho                                                  | Flora Dias, Juruna Mallon            | Brazil, Pháp                  |
| The Temple Woods Gang                                          | Le Gang des Bois du Temple                                  | Rabah Ameur-Zaïmeche                 | Pháp                          |
| Leaving and Staying                                            | Gehen und Bleiben                                           | Volker Koepp                         | Đức                           |
| Horse Opera                                                    | Horse Opera                                                 | Moyra Davey                          | Hoa Kỳ                        |
| Between Revolutions                                            | Între revoluții                                             | Vlad Petri                           | Croatia, Iran, Qatar, Romania |
| There Is a Stone                                               | Ishi ga aru                                                 | Tatsunari Ota                        | Nhật Bản                      |
| Where God Is Not                                               | Jaii keh khoda nist                                         | Mehran Tamadon                       | Pháp, Thụy Sĩ                 |
| The Trial                                                      | El juicio                                                   | Ulises de la Orden                   | Argentina, Na Uy, Pháp, Ý     |
| Calls from Moscow                                              | Llamadas desde Moscú                                        | Luís Alejandro Yero                  | Cuba, Đức, Na Uy              |
| Mammalia                                                       | Mammalia                                                    | Sebastian Mihăilescu                 | Ba Lan, Đức, Romania          |
| Our Body                                                       | Notre corps                                                 | Claire Simon                         | Pháp                          |
| A Golden Life                                                  | Or de vie                                                   | Boubacar Sangaré                     | Burkina Faso, Benin, Pháp     |
| Notes from Eremocene                                           | Poznámky z Eremocénu                                        | Viera Čákanyová                      | Cộng hòa Séc, Slovakia        |
| The Face of the Jellyfish                                      | El rostro de la medusa                                      | Melisa Liebenthal                    | Argentina                     |
| Remembering Every Night                                        | Subete no Yoru wo Omoidasu                                  | Yui Kiyohara                         | Nhật Bản                      |
| This Is the End                                                | This Is the End                                             | Vincent Dieutre                      | Pháp                          |
| Forms of Forgetting                                            | Unutma Biçimleri                                            | Burak Çevik                          | Thổ Nhĩ Kỳ                    |
| Regardless of Us                                               | 우리와 상관없이                                             | Yoo Heong-jun                        | Hàn Quốc                      |
| In Ukraine                                                     | W Ukrainie                                                  | Tomasz Wolski, Piotr Pawlus          | Ba Lan                        |
| Forum Special                                                  |                                                             |                                      |                               |
| The Devil Queen                                                | A Rainha Diaba                                              | Antonio Carlos da Fontoura           | Brazil                        |
| I Heard It Through the Grapevine                               | I Heard It Through the Grapevine                            | Dick Fontaine                        | Hoa Kỳ                        |
| Forum Special Fiktionsbescheinigung                            |                                                             |                                      |                               |
| Aufenthaltserlaubnis                                           | Aufenthaltserlaubnis                                        | Antonio Skármeta                     | Đức                           |
| An Autumn in the Little Country of Bärwalde                    | Ein Herbst im Ländchen Bärwalde                             | Gautam Bora                          | Đức                           |
| Battle of the Sacred Tree                                      | Der Kampf um den heiligen Baum                              | Wanjiru Kinyanjui                    | Đức, Kenya                    |
| Black Head                                                     | Kara Kafa                                                   | Korhan Yurtsever                     | Thổ Nhĩ Kỳ                    |
| A Lover & Killer of Colour                                     | A Lover & Killer of Colour                                  | Wanjiru Kinyanjui                    | Đức                           |
| I, Your Mother                                                 | Man Sa Yay                                                  | Safi Faye                            | Đức, Senegal                  |
| My Father the Guestworker                                      | Mein Vater, der Gastarbeiter                                | Yüksel Yavuz                         | Đức                           |
| Other than That, I'm Fine                                      | Onun Haricinde, İyiyim                                      | Eren Aksu                            | Đức, Thổ Nhĩ Kỳ               |
| All in Order                                                   | Ordnung                                                     | Sohrab Shahid-Saless                 | Cộng hòa Liên bang Đức        |
| Oyoyo                                                          | Oyoyo                                                       | Chetna Vora                          | Cộng hòa dân chủ Đức          |
| Forum Expanded                                                 |                                                             |                                      |                               |
| The Tree                                                       | A árvore                                                    | Ana Vaz                              | Brazil, Tây Ban Nha           |
| AI: African Intelligence                                       | AI: African Intelligence                                    | Manthia Diawara                      | Bỉ, Bồ Đào Nha, Senegal       |
| Black Strangers                                                | Black Strangers                                             | Dan Guthrie                          | Liên hiệp Anh                 |
| Conspiracy                                                     | Conspiracy                                                  | Simone Leigh, Madeleine Hunt-Ehrlich | Hoa Kỳ                        |
| Desert Dreaming                                                | Desert Dreaming                                             | Abdul Halik Azeez                    | Sri Lanka                     |
| The early rain which washes away the chaff before spring rains | Der frühe Regen wäscht die Spreu weg vor dem Frühlingsregen | Heiko-Thandeka Ncube                 | Đức                           |
| Exhibition                                                     | Exhibition                                                  | Mary Helena Clark                    | Hoa Kỳ                        |
| Home Invasion                                                  | Home Invasion                                               | Graeme Arnfield                      | Liên hiệp Anh                 |
| If You Don’t Watch the Way You Move                            | If You Don’t Watch the Way You Move                         | Kevin Jerome Everson                 | Hoa Kỳ                        |
| Mangosteen                                                     | Mangosteen                                                  | Tulapop Saenjaroen                   | Thái Lan                      |
| The Man Who Envied Women                                       | The Man Who Envied Women                                    | Yvonne Rainer                        | Hoa Kỳ                        |
| In-between World                                               | Zwischenwelt                                                | Cana Bilir-Meier                     | Đức                           |
| Forum Expanded Exhibition                                      |                                                             |                                      |                               |
| Achala                                                         | Achala                                                      | Tenzin Phuntsog                      | Hoa Kỳ                        |
| Borrowing a Family Album                                       | Borrowing a Family Album                                    | Tamer El Said                        | Ai Cập                        |
| Comrade leader, comrade leader, how nice to see you            | Comrade leader, comrade leader, how nice to see you         | Walid Raad                           | Hoa Kỳ                        |
| Dancing Boy                                                    | Dancing Boy                                                 | Tenzin Phuntsog                      | Hoa Kỳ                        |
| Dreams                                                         | Dreams                                                      | Tenzin Phuntsog                      | Hoa Kỳ                        |
| Father Mother                                                  | Pala Amala                                                  | Tenzin Phuntsog                      | Hoa Kỳ                        |

## Phim tri ân

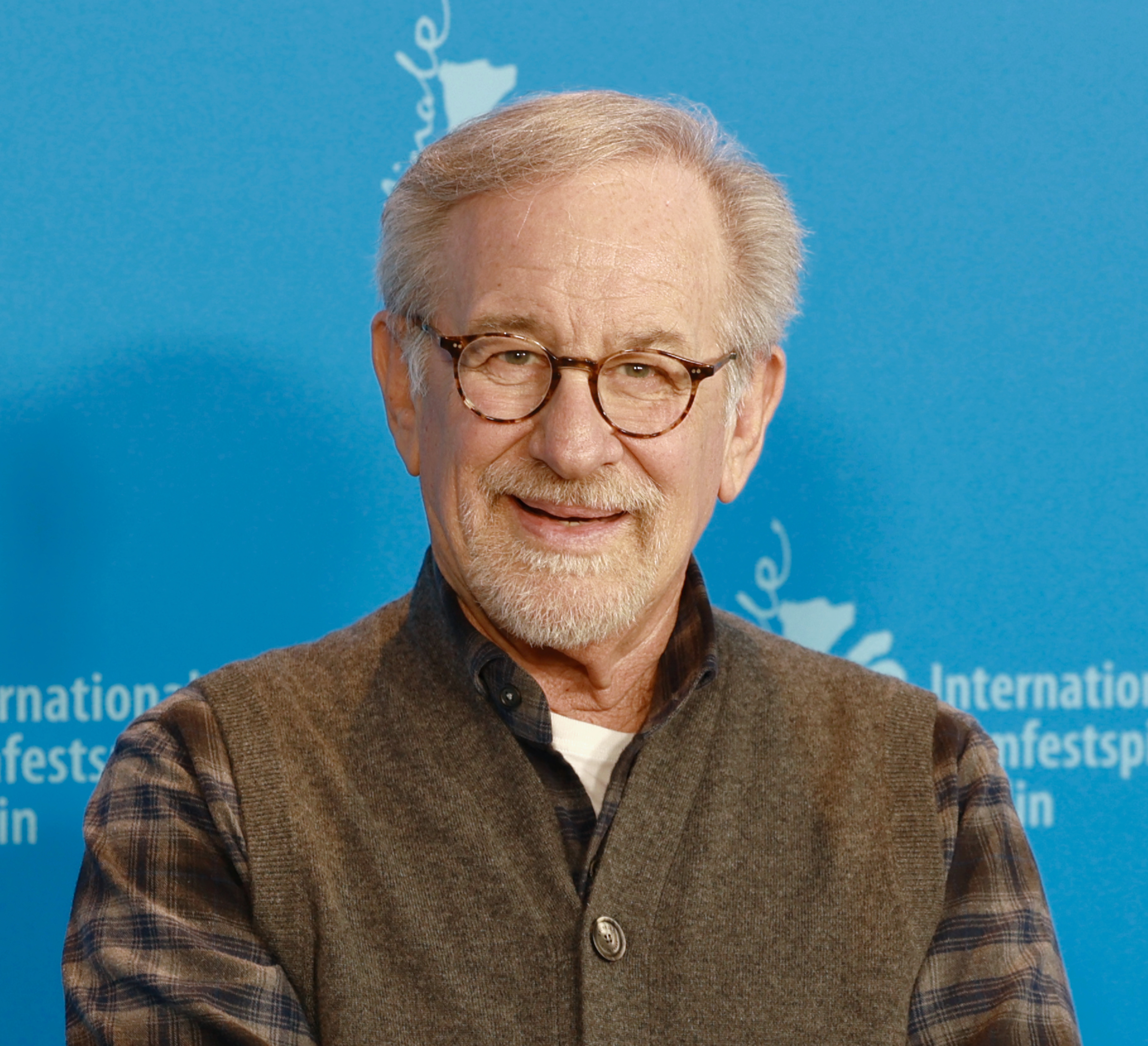
Steven Spielberg tại Berlinale

Hạng mục này của Berlinale lần thứ 73 dành riêng cho nhà làm phim, nhà biên kịch kiêm nhà sản xuất người Mỹ Steven Spielberg, chủ nhân giải Gấu Vàng danh dự cho thành tựu trọn đời.
| Năm  | Tựa tiếng Anh              | Tựa gốc                    | Đạo diễn         | Quốc gia sản xuất          |
| ---- | -------------------------- | -------------------------- | ---------------- | -------------------------- |
| 2015 | Bridge of Spies            | Bridge of Spies            | Steven Spielberg | Đức, Hoa Kỳ, Liên hiệp Anh |
| 1971 | Duel                       | Duel                       | Steven Spielberg | Hoa Kỳ                     |
| 1982 | E.T. the Extra-Terrestrial | E.T. the Extra-Terrestrial | Steven Spielberg | Hoa Kỳ                     |
| 2022 | The Fabelmans              | The Fabelmans              | Steven Spielberg | Hoa Kỳ                     |
| 1975 | Jaws                       | Jaws                       | Steven Spielberg | Hoa Kỳ                     |
| 2005 | Munich                     | Munich                     | Steven Spielberg | Canada, Hoa Kỳ, Pháp       |
| 1981 | Raiders of the Lost Ark    | Raiders of the Lost Ark    | Steven Spielberg | Hoa Kỳ                     |
| 1993 | Schindler's List           | Schindler's List           | Steven Spielberg | Hoa Kỳ                     |

## The Retrospective
Hạng mục này trình chiếu các bộ phim sau đây:
| Năm  | Tựa tiếng Anh                | Tựa gốc                            | Đạo diễn                             | Quốc gia sản xuất |
| ---- | ---------------------------- | ---------------------------------- | ------------------------------------ | ----------------- |
| 1983 | To Our Loves                 | À nos amours                       | Maurice Pialat                       | Pháp              |
| 1956 | Unvanquished                 | অপরাজিত                              | Satyajit Ray                         | Ấn Độ             |
| 1988 | Sound and Fury               | De bruit et de fureur              | Jean-Claude Brisseau                 | Pháp              |
| 1973 | The Spirit of the Beehive    | El espíritu de la colmena          | Víctor Erice                         | Tây Ban Nha       |
| 1986 | Ferris Bueller's Day Off     | Ferris Bueller's Day Off           | John Hughes                          | Hoa Kỳ            |
| 1969 | The Beautiful Girl           | Gražuolė                           | Arūnas Žebriūnas                     | Liên Xô, Litva    |
| 1993 | Groundhog Day                | Groundhog Day                      | Harold Ramis                         | Hoa Kỳ            |
| 1974 | The Enigma of Kaspar Hauser  | Jeder für sich und Gott gegen alle | Werner Herzog                        | Đức               |
| 1996 | Bag of Rice                  | Kiseye Berendj                     | Mohammad-Ali Talebi                  | Iran, Nhật Bản    |
| 1971 | The Last Picture Show        | The Last Picture Show              | Peter Bogdanovich                    | Hoa Kỳ            |
| 1953 | Little Fugitive              | Little Fugitive                    | Ray Ashley, Morris Engel, Ruth Orkin | Hoa Kỳ            |
| 1975 | Manila in the Claws of Light | Maynila, sa mga Kuko ng Liwanag    | Lino Brocka                          | Philippines       |
| 1994 | Muriel's Wedding             | Muriel's Wedding                   | P. J. Hogan                          | Úc                |
| 1964 | Before the Revolution        | Prima della rivoluzione            | Bernardo Bertolucci                  | Ý                 |
| 1955 | Rebel Without a Cause        | Rebel Without a Cause              | Nicholas Ray                         | Hoa Kỳ            |

## The Classics
Bản phục dựng 4K phim Naked Lunch của David Cronenberg là tác phẩm khai mạc hạng mục classics.
| Năm  | Tựa tiếng Anh                   | Tựa gốc                       | Đạo diễn                         | Quốc gia sản xuất               |
| ---- | ------------------------------- | ----------------------------- | -------------------------------- | ------------------------------- |
| 1967 | Guess Who's Coming to Dinner    | Guess Who's Coming to Dinner  | Stanley Kramer                   | Hoa Kỳ                          |
| 1988 | Mapantsula                      | Mapantsula                    | Oliver Schmitz                   | Liên hiệp Anh, Nam Phi, Úc      |
| 1991 | Naked Lunch                     | Naked Lunch                   | David Cronenberg                 | Canada, Liên hiệp Anh, Nhật Bản |
| 1941 | Romeo and Juliet in the Village | Romeo und Julia auf dem Dorfe | Valerien Schmidely, Hans Trommer | Thụy Sĩ                         |
| 1981 | Sweet Dreams                    | Sogni d'oro                   | Nanni Moretti                    | Ý                               |
| 1990 | Twilight                        | Szürkület                     | György Fehér                     | Hungary                         |
| 1923 | A Woman of Paris                | A Woman of Paris              | Charlie Chaplin                  | Hoa Kỳ                          |
| 1956 | Night River                     | 夜の河                        | Yoshimura Kōzaburō               | Nhật Bản                        |

## Giải thưởng
Tranh giải

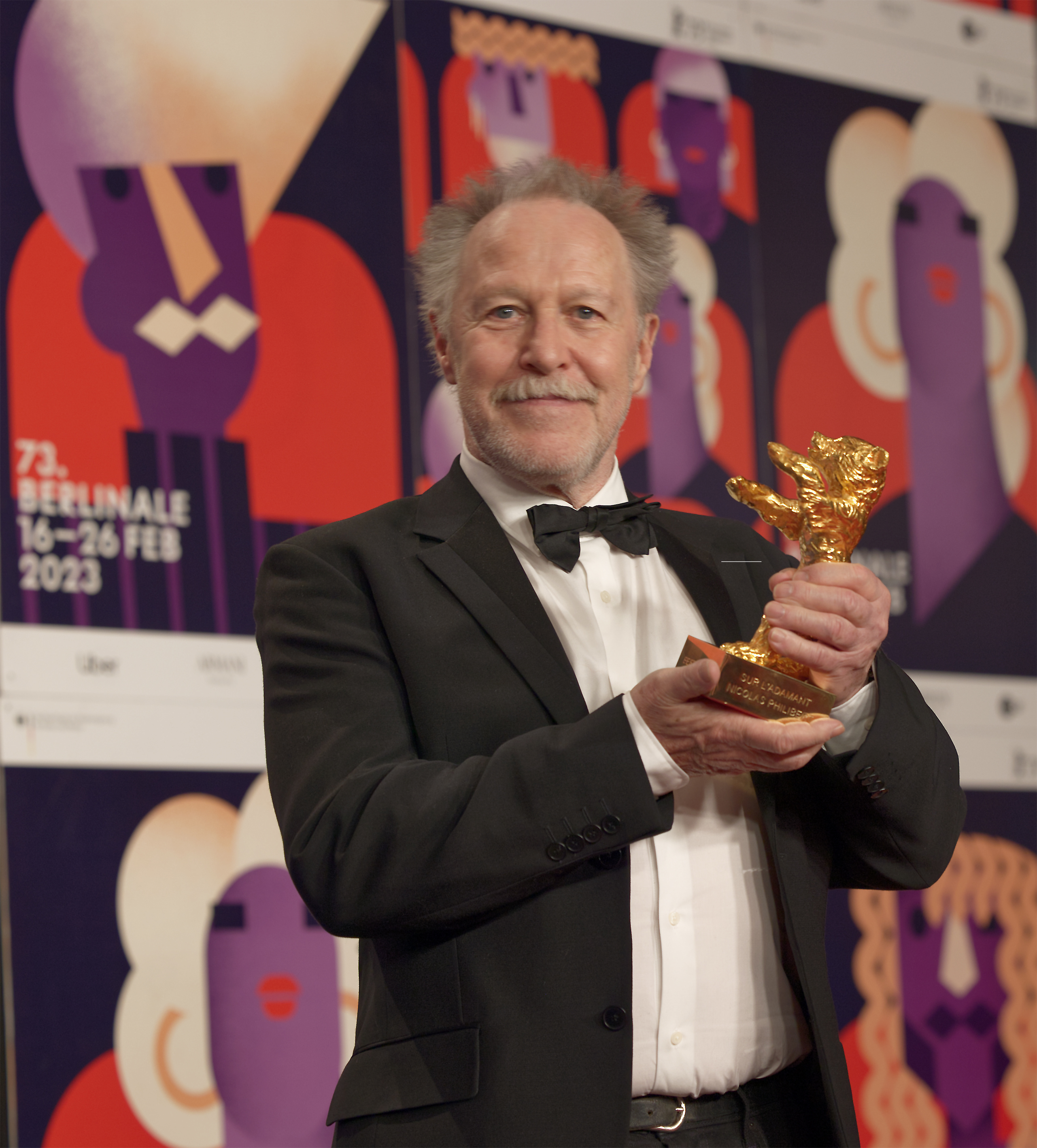
Nicolas Philibert, chủ nhân giải Gấu Vàng với phim Sur l’Adamant

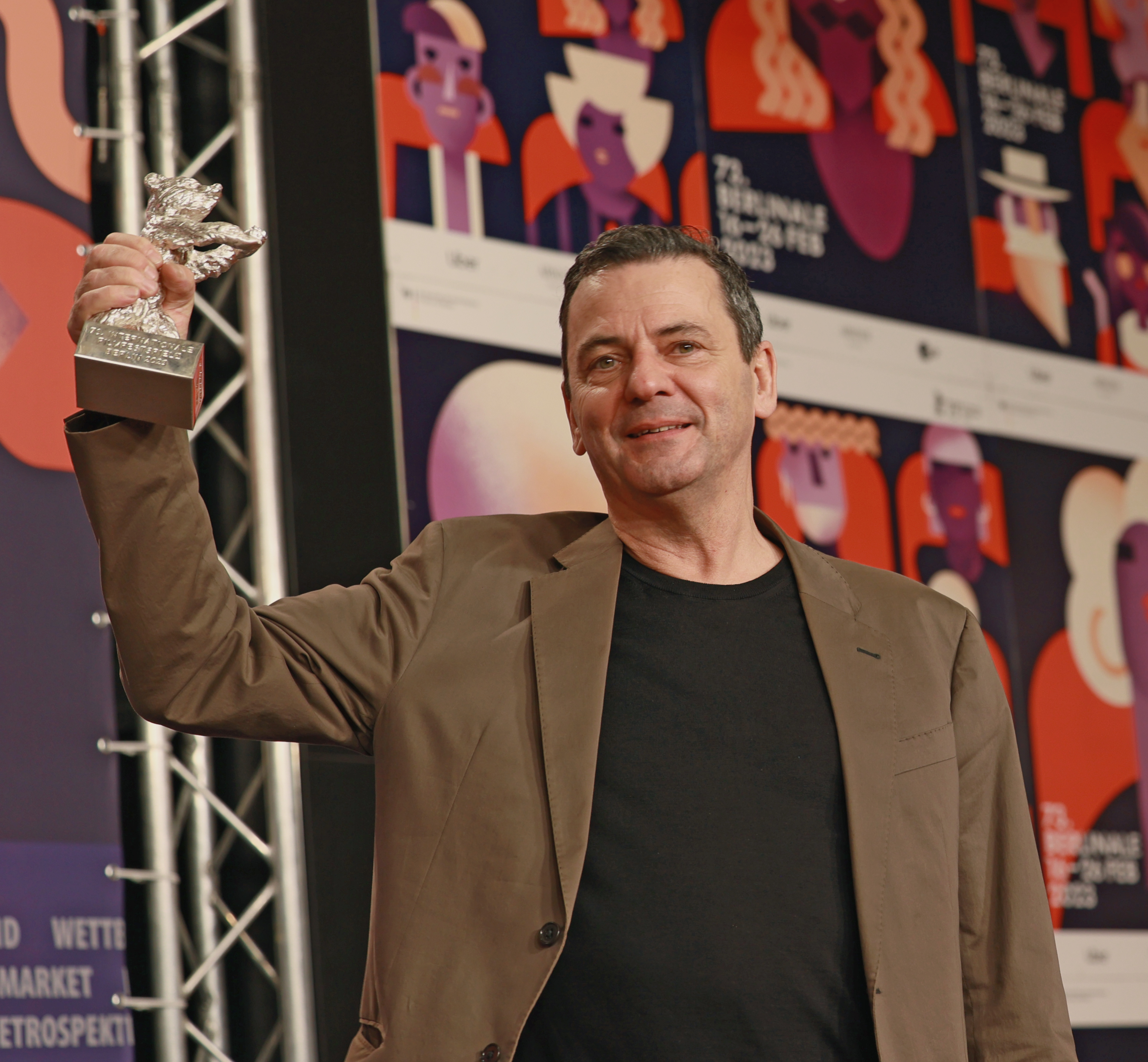
Christian Petzold, chủ nhân giải Gấu Bạc của Ban Giám khảo cho phim Roter Himmel

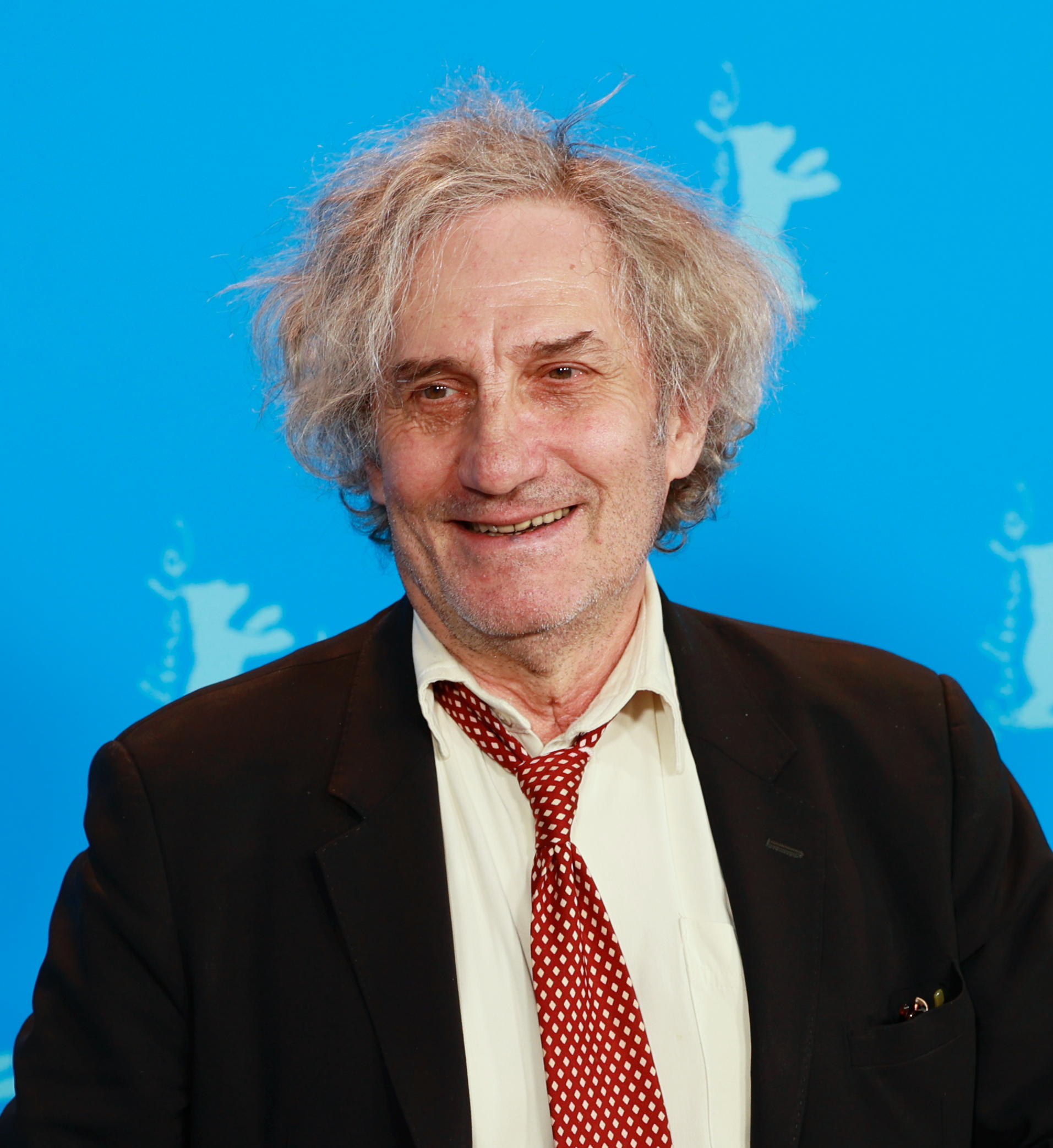
Philippe Garrel, chủ nhân giải Gấu Bạc cho đạo diễn xuất sắc nhất

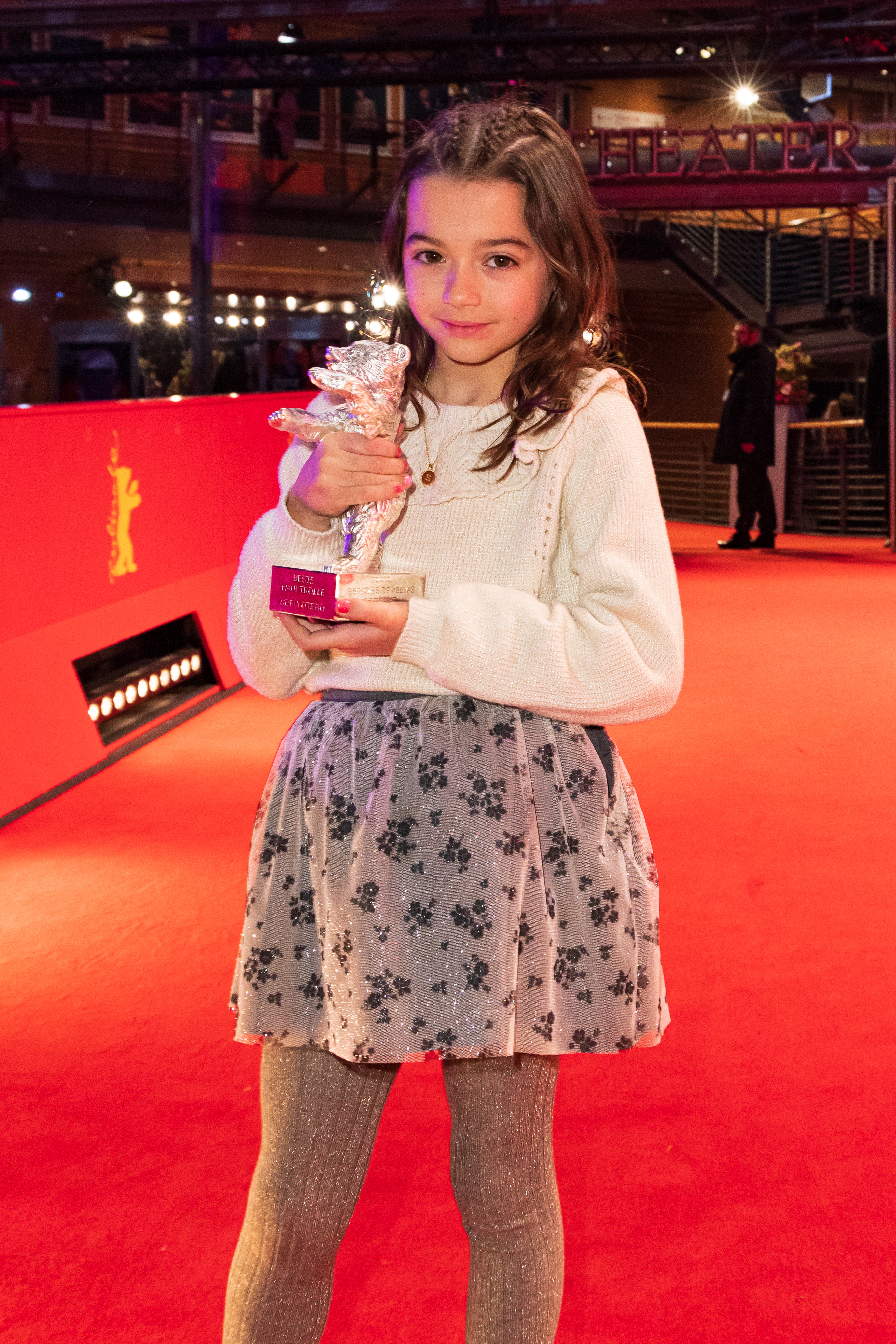
Sofía Otero, chủ nhân giải Gấu Bạc cho diễn viên chính xuất sắc nhất cho phim 20.000 especies de abejas

- Giải Gấu Vàng: Sur l’Adamant của Nicolas Philibert
- Giải Gấu bạc của Ban giám khảo: Roter Himmel của Christian Petzold
- Giải Gấu Bạc lớn của ban giám khảo: Mal viver của João Canijo
- Giải Gấu Bạc cho đạo diễn xuất sắc nhất: Philippe Garrel với Le grand chariot
- Giải Gấu Bạc cho diễn viên chính xuất sắc nhất: Sofía Otero cho 20.000 especies de abejas
- Giải Gấu Bạc cho diễn viên phụ xuất sắc nhất: Thea Ehre trong Bis ans Ende der Nacht
- Giải Gấu Bạc cho kịch bản xuất sắc nhất: Angela Schanelec cho Music
- Giải Gấu Bạc cho đóng góp nghệ thuật xuất sắc: Hélène Louvart cho Disco Boy (quay phim)

Encounters
- Phim hay nhất: Here của Bas Devos

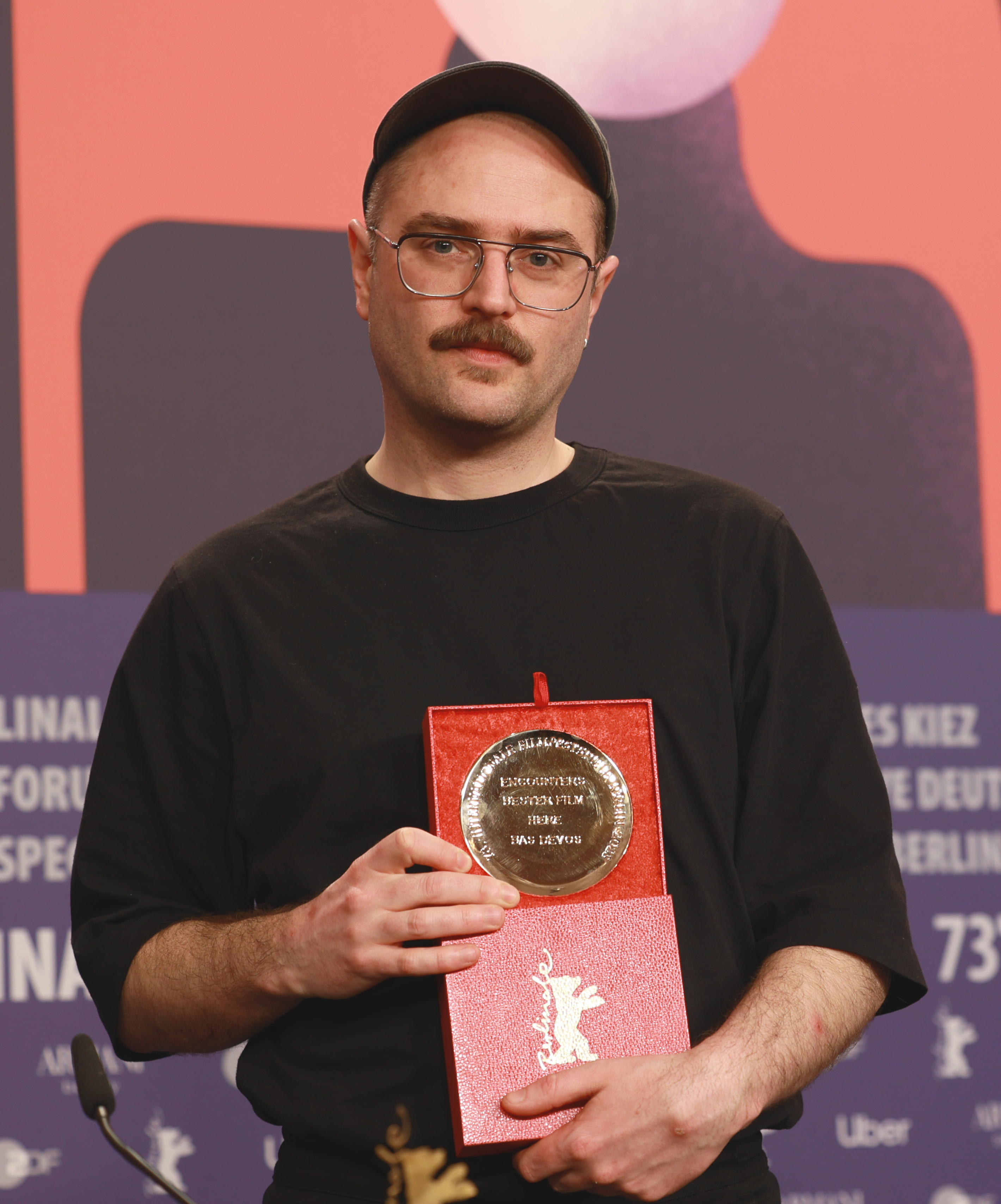
Bas Devos, chủ nhân giải Phim hay nhất (Encounters) với Here

- Đạo diễn xuất sắc nhất: Tatiana Huezo cho El Echo
- Giải đặc biệt của ban giám khảo: Orlando, ma biographie politique của Paul B. Preciado và Samsara của Lois Patiño

Phim ngắn quốc tế
- Gấu Vàng: Les Chenilles của Michelle Keserwany, Noel Keserwany
- Gấu Bạc: Dipped in Black của Matthew Thorne, Derik Lynch
- Trao tặng đặc biệt: It’s a Date của Nadia Parfan

### Các giải thưởng Berlinale khác
Giải Berlinale Series
- Giải Berlinale Series: The Good Mothers của Elisa Amoruso và Julian Jarrold
  - Giải Đặc biệt của Ban giám khảo: The Architect (Arkitekten) của Kerren Lumer-Klabbers [de]

Giải Perspektive Deutsches Kino
- Giải Compass-Perspektive: Seven Winters in Tehran của Steffi Niederzoll
  - Trao tặng danh dự: The Kidnapping of the Bride (El secuestro de la novia) của Sophia Mocorrea
- Kompagnon Fellowships: 
  - Paraphrase on the Finding of a Glove của Mareike Wegener
  - My Beloved Man’s Female Body của Anna Melikova
- Giải Heiner Carow: Knochen und Namen của Fabian Stumm
- Giải phim điện ảnh đầu tay của GWFF: The Klezmer Project của Leandro Koch, Paloma Schachmann

Giải phim tài liệu

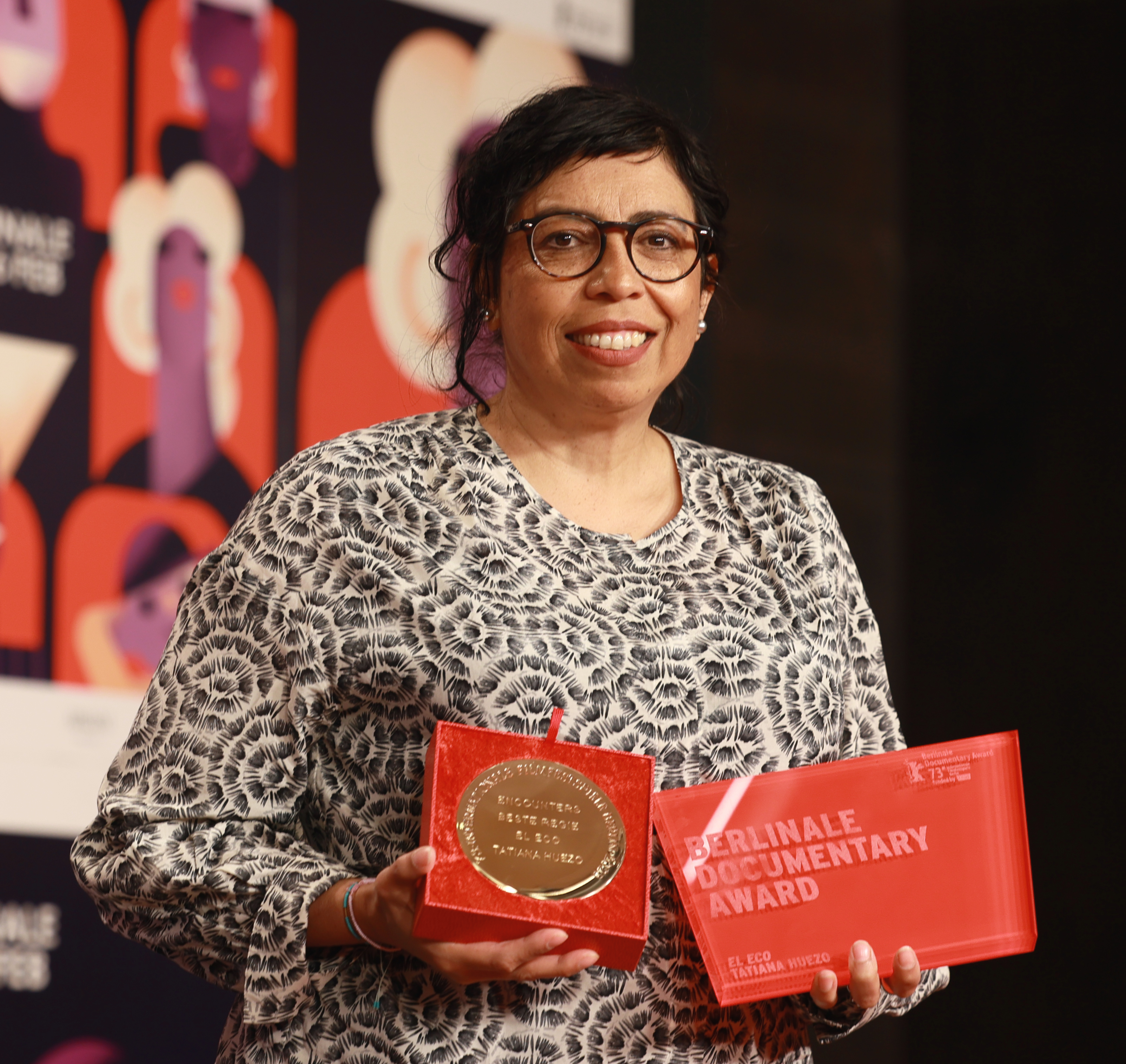
Tatiana Huezo, chủ nhân giải phim tài liệu Berlinale cho El Echo

- Giải phim tài liệu Berlinale: El Echo của Tatiana Huezo

### Giải danh dự

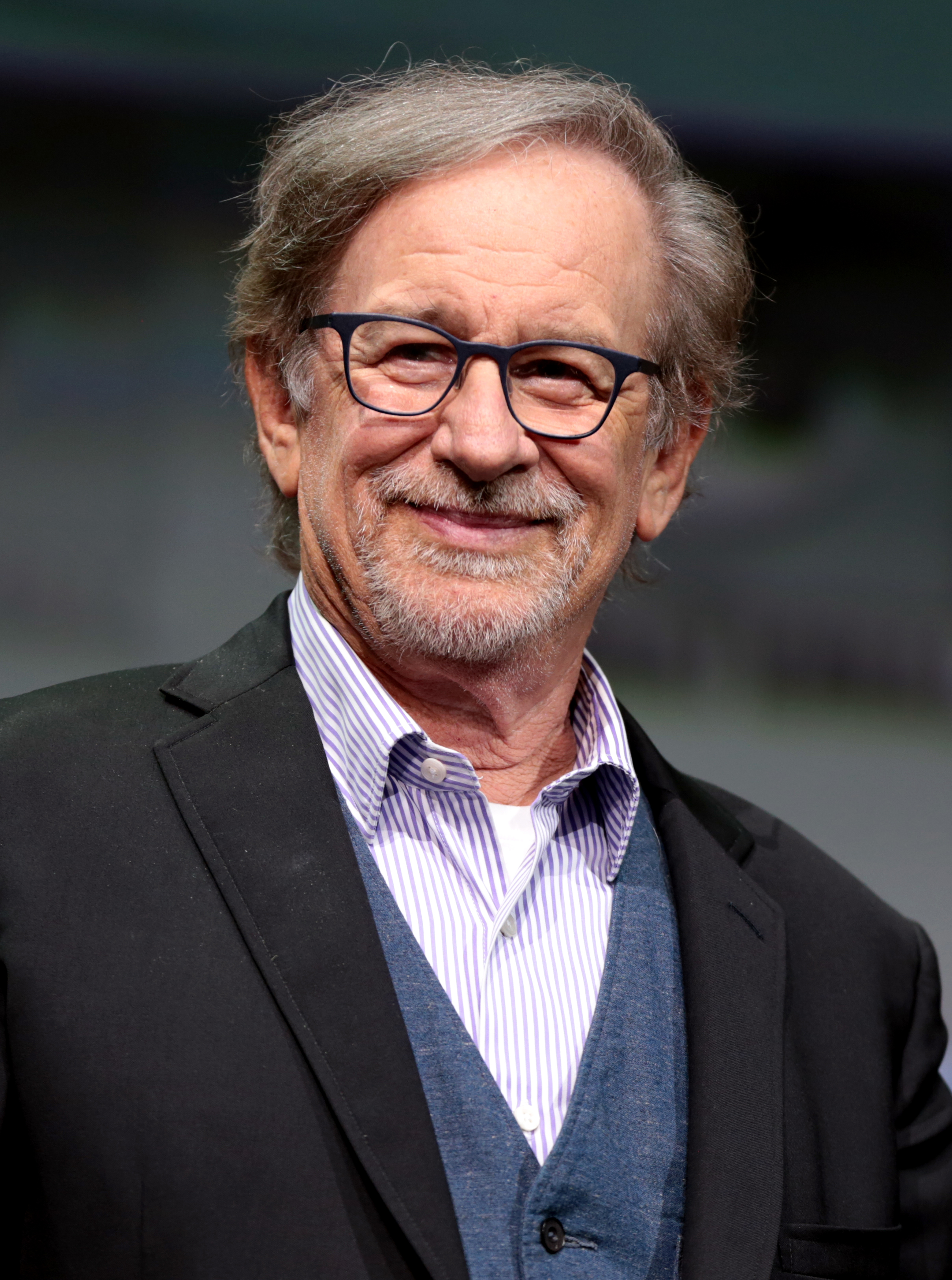
Steven Spielberg, chủ nhân giải Gấu Vàng danh dự

- Gấu Vàng danh dự: Steven Spielberg[9]
- Giải Berlinale Camera cho thành tựu trọn đời: Caroline Champetier[37]